# Craspedotis diasticha
Craspedotis diasticha är en fjärilsart som beskrevs av Turner 1919. Craspedotis diasticha ingår i släktet Craspedotis och familjen stävmalar. Inga underarter finns listade i Catalogue of Life.